# Зе Каланга
Па́улу Баті́шта Нсі́мба, відомий за прізвиськом Зе Кала́нга (порт. Zé Kalanga, нар. 12 жовтня 1983, Луанда) — ангольський футболіст, півзахисник клубу «Рекреатіву ду Ліболу».

## Клубна кар'єра
У дорослому футболі дебютував 2004 року виступами за команду клубу «Петру Атлетіку», в якій провів один сезон, взявши участь у 45 матчах чемпіонату. 
Своєю грою за цю команду привернув увагу представників тренерського штабу клубу «Динамо» (Бухарест), до складу якого приєднався 2005 року. Перебував на контракті з бухарестським клубом наступні п'ять сезонів своєї ігрової кар'єри. Протягом 2007—2008 років на умовах оренди захищав кольори португальської «Боавішти». Більшість часу, проведеного у складі «Боавішти», був основним гравцем команди.
До складу клубу «Рекреатіву ду Ліболу» приєднався 2010 року.

## Виступи за збірну
У 2004 році дебютував в офіційних матчах у складі національної збірної Анголи. Наразі провів у формі головної команди країни 47 матчів, забивши 5 голів.
У складі збірної був учасником чемпіонату світу 2006 року у Німеччині, а також трьох розіграшів Кубка африканських націй: розіграшу 2006 року в Єгипті, розіграшу 2008 року у Гані та розіграшу 2010 року в Анголі.